# Geosynchronous Satellite Launch Vehicle
Geosynchronous Satellite Launch Vehicle (GSLV) (hindi: भूस्थिर उपग्रह प्रक्षेपण यान) är en Indisk rymdraket. Raketen utvecklades av Indian Space Research Organisation, för att göra Indien oberoende av andra länder för att skjuta upp landets satelliter.

## Design

### Hjälpraketer
Steget består av 4 raketer ned en diameter på 2,1 m och drivs av 1 st L40H Vikas vardera.

### Första steget
Steget har en diameter på 2,8 m och drivs av 1 st fastbränsleraket.

### Andra steget
Steget har en diameter på 2,8 m och drivs av 1 st GS2 Vikas 4.

### Tredje steget
Steget har en diameter på 2,8 m och drivs av 1 st CE-7.5.

## Uppskjutningar
| Datum (UTC)              | Utförande         | Rakettyp | Nyttolast        |
| 18 april 2001, 10:13     | Misslyckad        | Mk I(a)  | GSAT-1           |
| 8 maj 2003, 11:28        | Lyckad            | Mk I(a)  | GSAT-2           |
| 20 september 2004, 10:31 | Lyckad            | Mk I(b)  | GSAT-3           |
| 10 juli 2006, 12:08      | Misslyckad        | Mk I(b)  | INSAT-4C         |
| 2 september 2007, 12:51  | Delvis misslyckad | Mk I(b)  | INSAT-4CR        |
| 15 april 2010, 10:57     | Misslyckad        | Mk II    | GSAT-4           |
| 25 december 2010, 10:34  | Misslyckad        | Mk I(c)  | GSAT-5P          |
| 5 januari 2014, 10:48    | Lyckad            | Mk II    | GSAT-14          |
| 27 augusti 2015, 11:22   | Lyckad            | Mk II    | GSAT-6           |
| 8 september 2016, 11:20  | Lyckad            | Mk II    | INSAT-3DR        |
| 5 maj 2017, 17:27        | Lyckad            | Mk II    | GSAT-9           |
| 29 mars 2018, 11:26      | Lyckad            | Mk II    | GSAT-6A          |
| 19 december 2018, 10:40  | Lyckad            | Mk II    | GSAT-7A          |
| 12 augusti 2021, 00:13   | Misslyckad        | Mk II    | GISAT-1 / EOS-03 |
| 29 maj 2023, 10:42       | Lyckad            | Mk II    | NVS-01           |
| 17 februari 2024         | Lyckad            | Mk II    | INSAT-3DS        |